# Lišnja
Lišnja (szerbül: Лишња), település Bosznia-Hercegovinában, a Bosanska Krajina és a Bosanska Posavina közötti átmeneti területen, Prnjavor község területén, a Szerb Köztársaságban. 

## Fekvése
Bosznia-Hercegovina északi részén, Banja Lukától légvonalban 30, közúton 40 km-re északkeletre, községközpontjától légvonalban 9, közúton 12 km-re nyugatra fekvő dombvidéken, a Prnjavort Banja Lukával összekötő főút mentén, a Lišnja-folyó mentén, 200-330 méteres tengerszint feletti magasságban található. 

## Népessége
| Nemzetiségi csoport | Népesség 1991 | Népesség 2013 |
| ------------------- | ------------- | ------------- |
| Szerb               | 98            | 84            |
| Bosnyák             | 1720          | 856           |
| Horvát              | 1             | 0             |
| Jugoszláv           | 8             | 0             |
| Egyéb               | 20            | 23            |
| Összesen            | 1847          | 963           |

## Története
A település 1878-ig tartozott az Oszmán Birodalomhoz, ekkor a berlini kongresszus határozata alapján az Osztrák-Magyar Monarchia része lett. 1879-ben az első osztrák-magyar népszámlálás során a Prnjavori járáshoz tartozó településnek 149 háztartása és 950 muszlim lakosa volt. 1910-ben a Prnjavori járáshoz tartozó településen 212 háztartást, 946 muszlim, 72 ortodox, 26 görög katolikus és 11 római katolikus lakost találtak. A monarchia szétesésével 1918-ban előbb a Szerb-Horvát-Szlovén Királyság, majd 1929-től a Jugoszláv Királyság része. 1921-ben a községnek 206 háztartása és 1020 lakosa volt. Az 1929-es törvény értelmében, amikor Bosznia-Hercegovinát négy banovinára, Drinskára, Vrbaskára, Zetskára és Primorskára osztották, a település a Vrbaska banovina része lett, amelynek székhelye Banja Luka volt Jugoszlávia megszállása után a Független Horvát Állam (NDH) része lett. A második világháború után a település a szocialista Jugoszláviához tartozott. A daytoni békeszerződést követő területfelosztásnál a település Prnjavor község részeként a Szerb Köztársaság területéhez került.

## Oktatás
A helyi tanulók a Naseobina Lišnja-i „Meša Selimović” Általános Iskolába járnak.

## Nevezetességei
- A lišnjai Ferhat pasa mecsetet Ferhat pasa fia, Sulejman Sokolović építtette 1577 körül. A Lišnját évszázadokon át díszítő mecsetet 1992. június 2-án a szerbek teljesen lerombolták, majd a gyülekezet visszatérésével megkezdődött a helyreállítása. A mecsetet a helyreállítás után 2004. augusztus 14-én nyitották meg újra.[7]

- Ferhat pasa mecset közelében, egy viharban ledőlt öreg hársfa helyén, amely imádkozás előtt és után is élvezte a fa árnyékát, a gyülekezet úgy döntött, hogy egy szökőkutat épít, melyet a hársfa emlékére „Öreg hársfa” névvel illet.[8]